# Циринг, Диана Александровна
Диа́на Алекса́ндровна Ци́ринг (род. 1 июля 1973 года, Челябинск, РСФСР, СССР) — российский учёный-психолог. Ректор Челябинского государственного университета с 2014 по 2019 годы. Доктор психологических наук, профессор.

## Биография
Родилась в семье педагогов. В 1995 году окончила филологический факультет Челябинского государственного университета. В 2000 году окончила с отличием факультет иностранных языков Челябинского государственного педагогического университета. В 2019 году окончила магистратуру Высшей школы экономики (НИУ ВШЭ) по программе «Управление в высшем образовании».
В 1994—1995 годах — научный сотрудник лаборатории информационного обеспечения и управления образованием Челябинского института повышения квалификации работников образования. С 1995 года — ассистент кафедры педагогики и психологии младшего школьника Челябинского государственного педагогического университета.
В 2001 году защитила кандидатскую диссертацию «Феномен выученной беспомощности в онтогенезе личности». Кандидат психологических наук.
С 2001 года — старший преподаватель кафедры общеобразовательных дисциплин Южно-Уральского государственного университета. С 2002 года — заведующая кафедрой психологии Челябинского государственного университета. С 2007 года — доцент. С 2009 года — член Учёного совета университета, с 2010 года — член комиссии Учёного совета по научной и инновационной деятельности. В 2010 году защитила докторскую диссертацию на тему «Психология личностной беспомощности» (научный консультант Э. В. Галажинский). Доктор психологических наук. С 2013 года — профессор, заместитель декана факультета психологии и педагогики по научной работе того же университета.
21 мая 2014 года на конференции работников и обучающихся Челябинского государственного университета избрана ректором этого учебного заведения. За неё было подано 81 из 104 голосов. Впоследствии была утверждена в должности Министром образования и науки Российской Федерации. Сменила на посту ректора Андрея Шатина.
28 марта 2019 года на конференции по выбору ректора университета проиграла декану физического факультета Сергею Таскаеву, набрав 51 из 109 голосов (Таскаев набрал 58 голосов)
18 мая 2021 года назначена директором Уральского филиала Финансового университета при Правительстве Российской Федерации.

## Научная деятельность
Автор 153 научных работ, в том числе двух монографий и двух учебных пособий по психологии беспомощности. (индекс Хирша — 13). Обладатель гранта Президента Российской Федерации (2005—2006 гг). Руководитель ряда проектов, поддержанных национальными научными фондами (РНФ, РФФИ) и федеральными целевыми программами. Член диссертационного совета. Эксперт Российского научного фонда, Российского гуманитарного научного фонда, аккредитованный эксперт в Федеральном реестре экспертов научно-технической сферы.

## Награды
- Почётная грамота Министерства образования и науки Российской Федерации.
- Почётные грамоты Челябинского государственного университета
- Лауреат Всероссийского конкурса Фонда развития отечественного образования на лучшую научную книгу 2010 года за монографию «Психология личностной беспомощности» (2010 год).